# Europakanalen

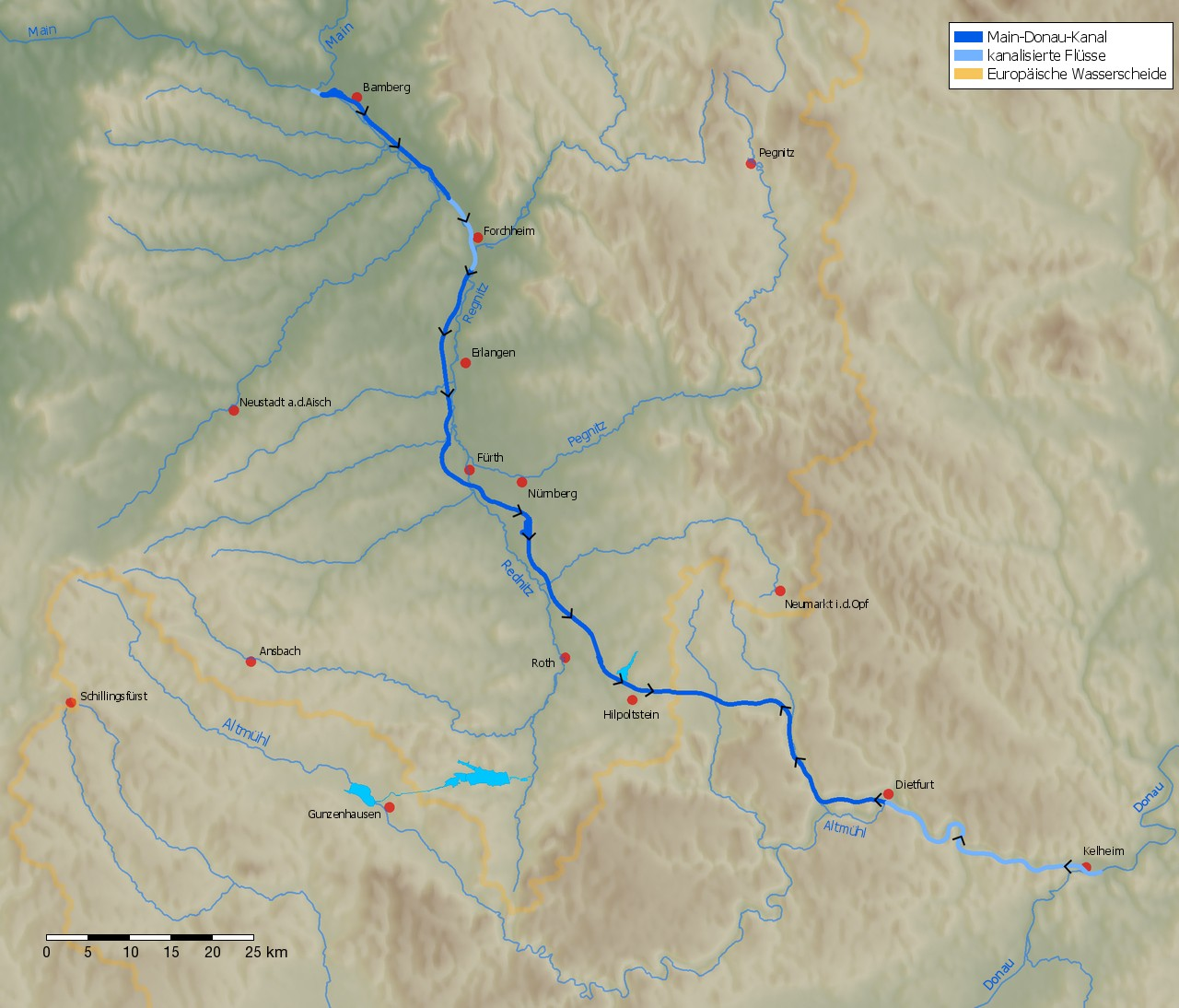
Europakanalens sträckning

Vattenvägen mellan Rotterdam och Constanţa

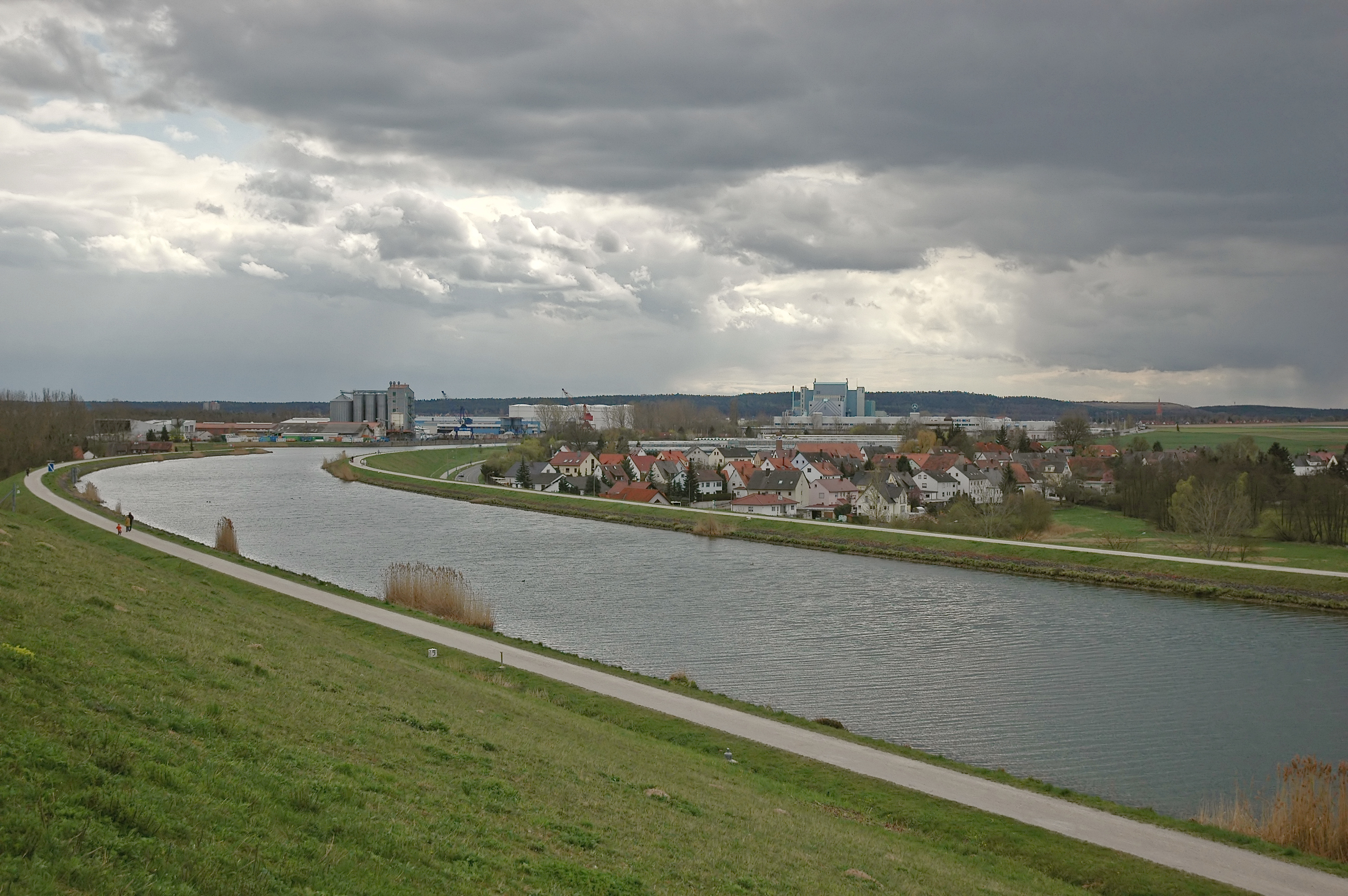
Ett kanalavsnitt vid Atzenhof i Fürth

Kanalavsnitt med trapetsform

Rektangelformat avsnitt

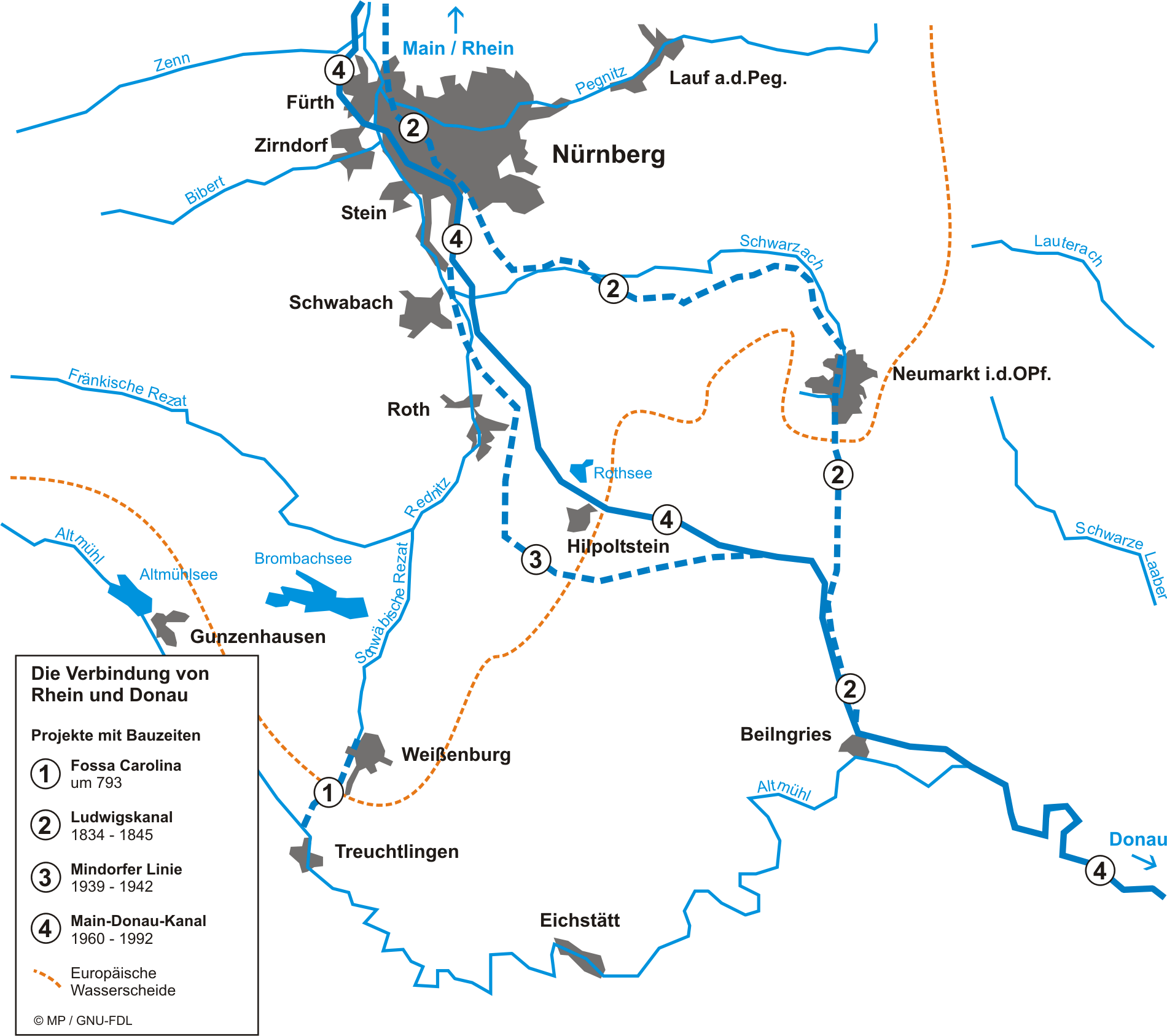
Olika kanalsträckningar genom historien

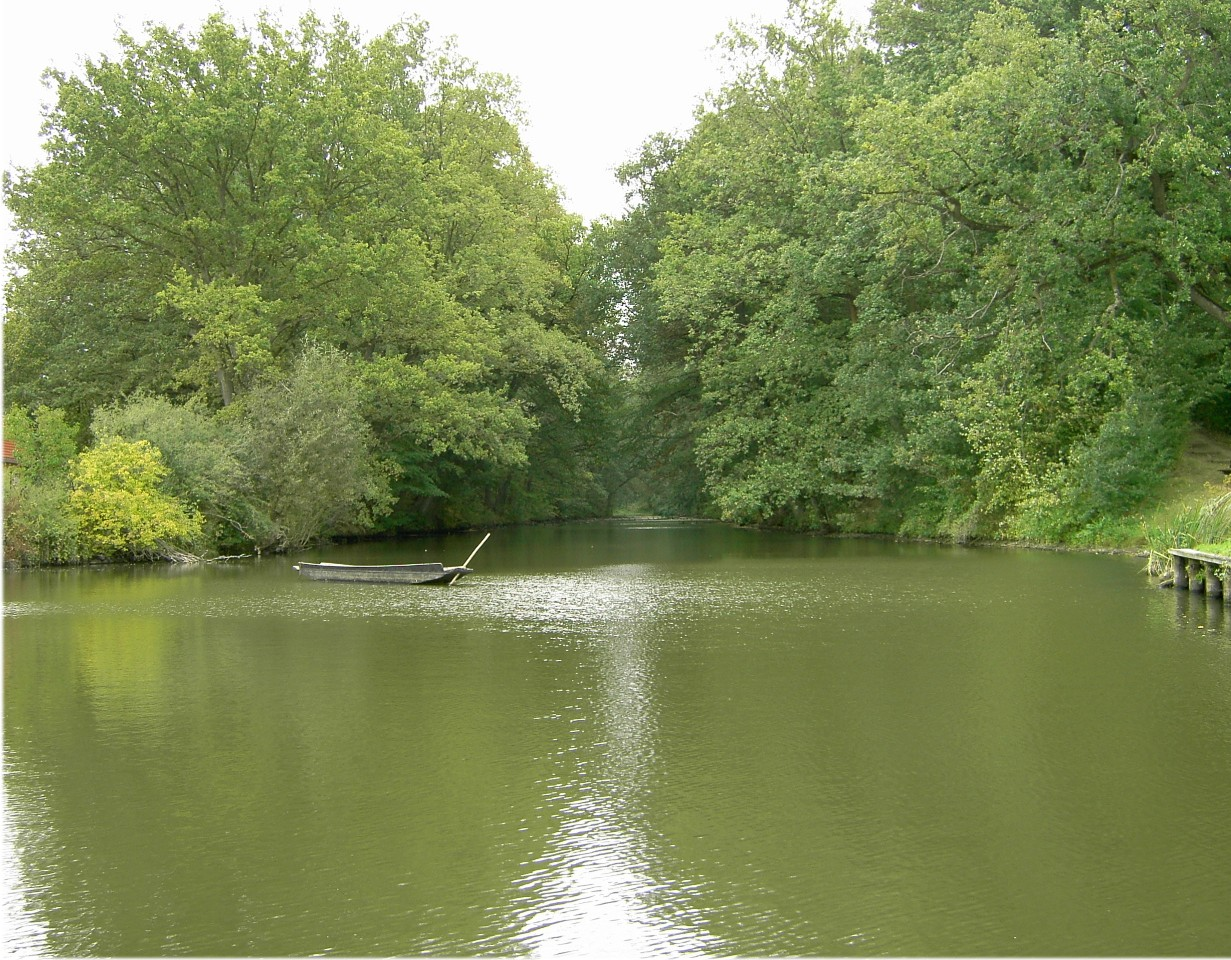
Fossa Carolina vid Treuchtlingen, 2004

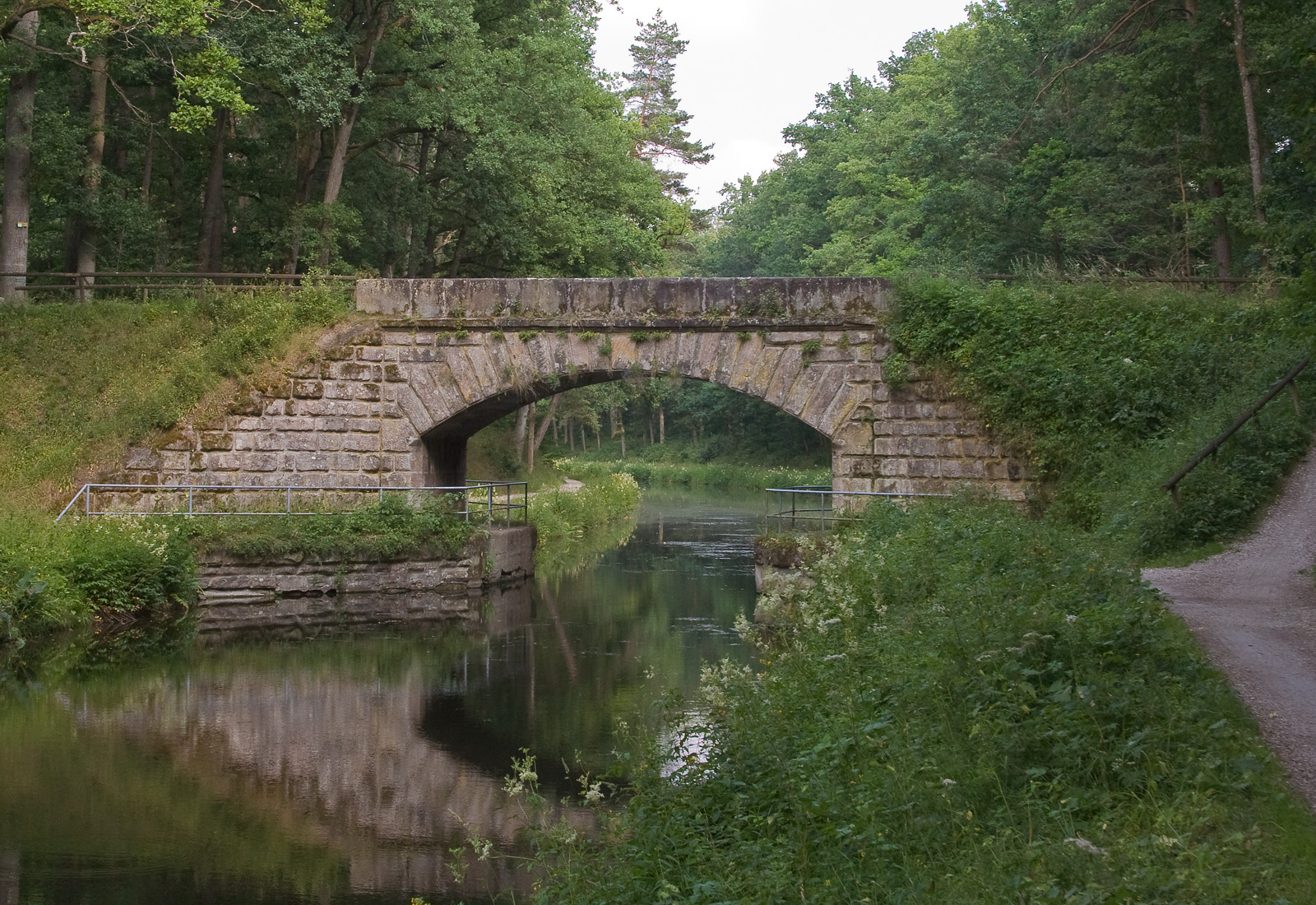
Ludvigkanalen, 2006

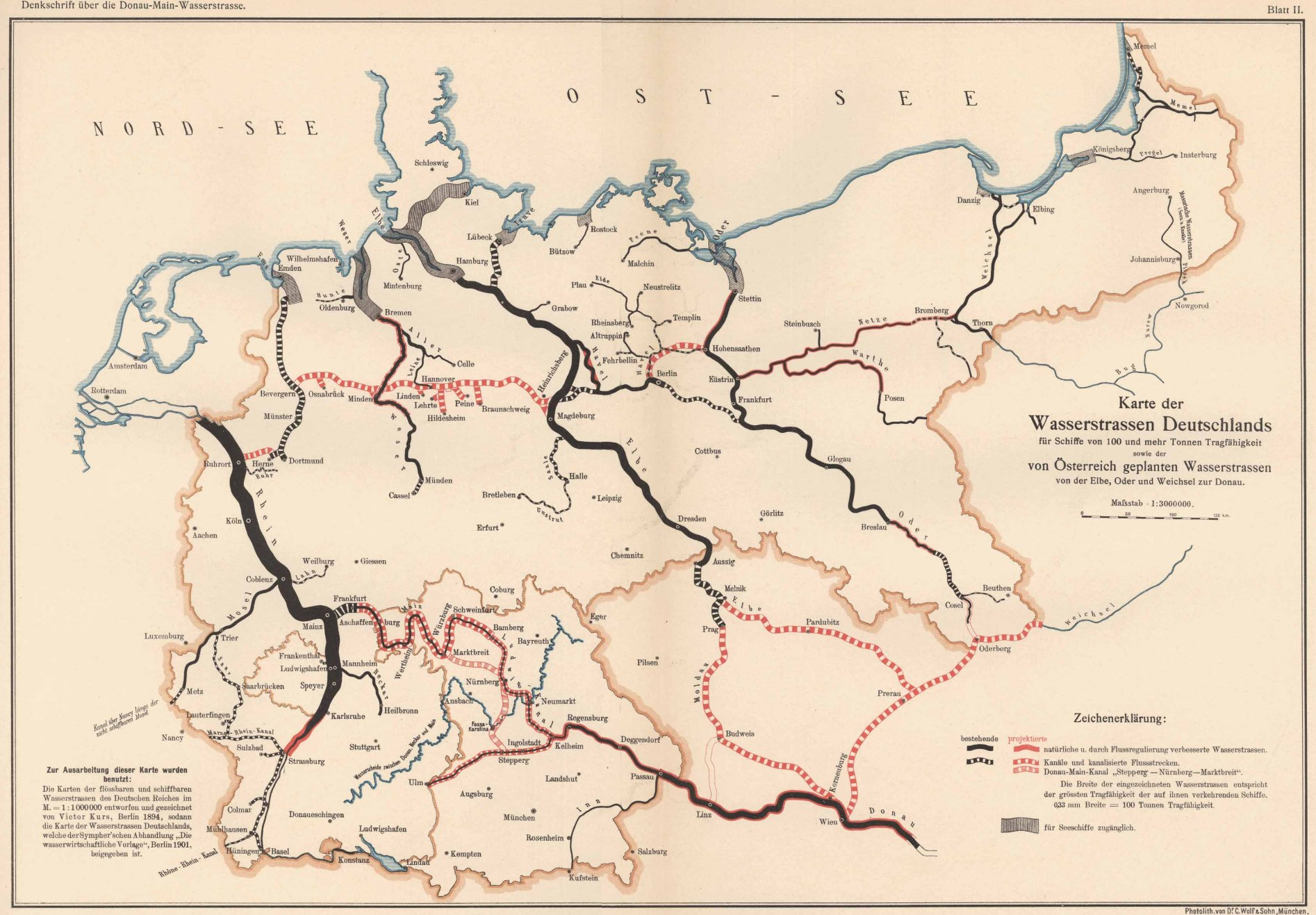
Befintliga och planerade vattenvägar i Tyskland, 1903

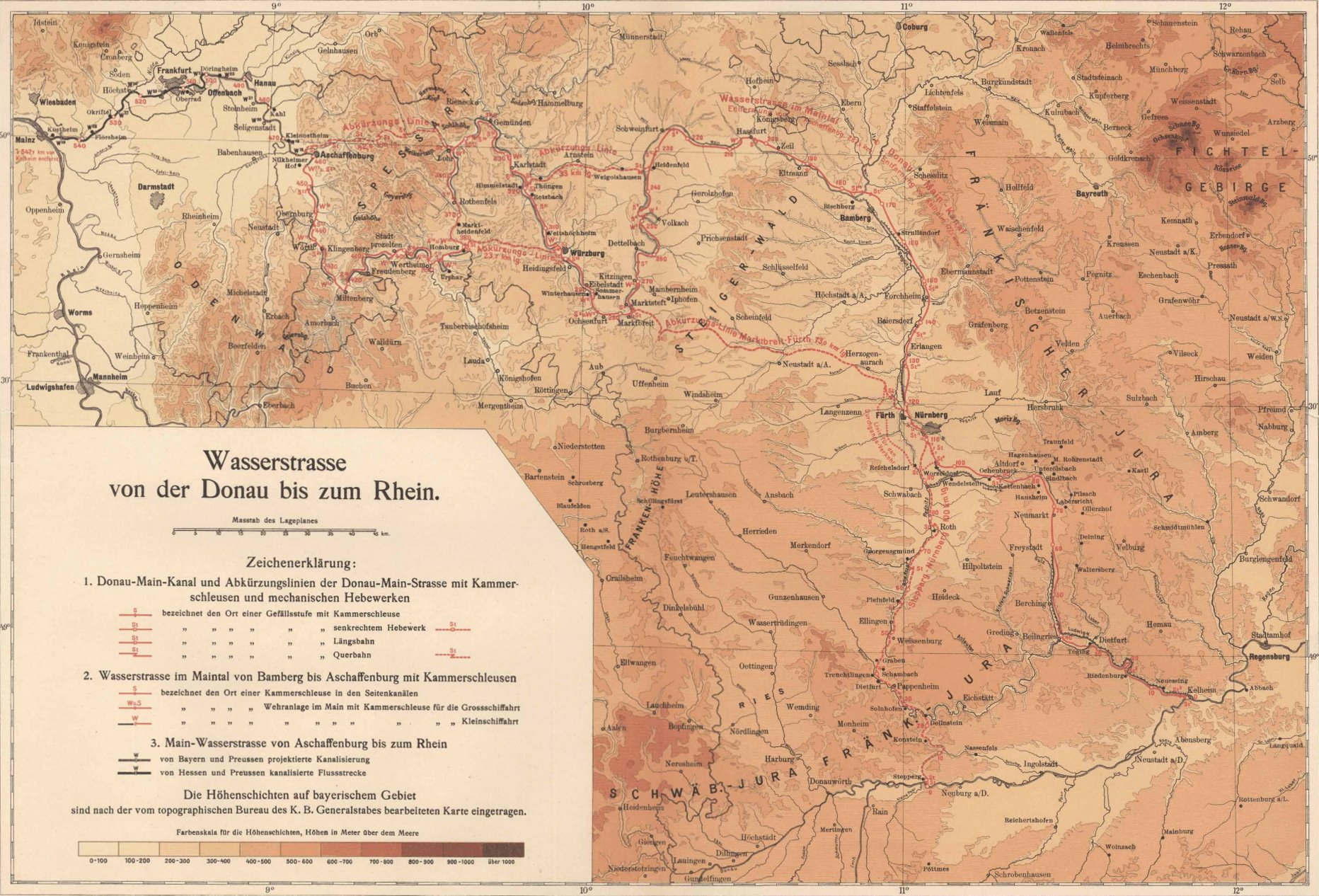
Planerad sträckning av vattenvägen Donau-Main, 1903

Europakanalen, även känd som Rhen-Main-Donau-kanalen eller Main-Donau-kanalen, är en del av en sammanhängande vattenväg från Nordsjön i väst till Svarta havet i öst. Kanalen är cirka 171 kilometer lång och sträcker sig från Bamberg vid Rhens biflod Main över Nürnberg till Kelheim vid Donau utanför Regensburg.
För att kunna passera vattendelaren mellan de båda flodsystemen byggdes på den norra sidan 11 slussar med en gemensam lyfthöjd på 175 meter och 5 slussar på den södra delen mot Donau, med en lyfthöjd på 68 meter. Kanalbygget började byggas 1960 och färdigställdes 1992.

## Historia
Dagens Europakanal har två föregångare, redan Karl den store lät 793 konstruera kanalen Fossa Carolina. Under 1800-talet grävdes Ludvigkanalen som underhölls fram till andra världskrigets slut, men sedan fick förfalla. Den fylldes delvis igen och byggdes över. Ludvigkanalen blev aldrig någon större succé delvis på grund av sin olyckliga sträckning med många slussar och delvis på grund av vattenbrist.
År 1960 inleddes byggandet, och farleden mellan Bamberg och Nürnberg kunde invigas 1972. Projektet var under 1970-talet och 1980-talet mycket politiskt omstritt, men man lyckades ändå 1992 färdigställa hela sträckan.

### Fossa Carolina
Den första delvis farbara vattenvägen mellan floderna Rhen, Main och Donau var Fossa Carolina vid 793. Karl den store hade i närheten av den nuvarande byn Graben (vid Treuchtlingen) låtit bygga en mindre kanal (även känd som Karlsgraben) mellan Altmühl och Schwäbische Rezat. Eftersom slusstekniken inte var känd vid den tiden, skulle höjdskillnaden klaras av genom att transportera båtarna landvägen mellan olika vattenvägar och dammar. Kanalen underhölls dock inte så länge och övergavs kort efter sin konstruktion.

### Ludvigkanalen
Först efter trettioåriga kriget och i synnerhet i början av den industriella revolutionen återkom konkreta planer att överbrygga vattendelaren mellan de två flodsystemen. Efter Napoleonkrigen kunde denna typ av projekt åter komma i åtanke. Redan under Ludvig I:s första regentår 1825, fick den kungliga byggherren och ingenjören baron Heinrich von Pechmann uppdraget att utforma planer för att bygga en kanal. Kanalen började byggas 1836 och stod färdig tio år senare, 1846. Den var 172 kilometer lång, hade 100 slussar och löpte mellan Bamberg vid Main och Kelheim vid Donau. Frakttonnaget var som högst redan efter fyra år, runt 1850, men lönsamheten minskade under de kommande decennierna i takt med att järnvägen blev alltmer utbyggd. Detta berodde främst på att kanalen var smal och hade många slussar.
Kanalen fick repareras efter att ha fått skador under andra världskriget och fortsatte att användas för frakt av virke och sten. Från 1950 började kanalen förfalla i etapper och på 1960-talet försvann hela kanalavsnitt vid andra byggprojekt som exempelvis motorvägen A73 mellan Nürnberg och Forchheim, som till stor del löper parallellt med eller över Ludvigkanalen. På en del avsnitt är dock dagens kanalsträckning parallell med dess historiska föregångare. I Altmühltal och Bamberg är gamla och nya sträckor identiska. En 65 km lång sträcka mellan Beilngries och Nürnberg är fortfarande fylld med vatten och är i stort sett i ursprungligt skick.

### Planering av Europakanalen
De tekniska framstegen under andra hälften av 1800-talet, med ökade fraktvolymer, efterlyste en ersättning av den tidigare vattenvägen. Samtidigt var det vid denna tidpunkt möjligt att bygga större och mer ekonomiska fartyg, som skulle kunna konkurrera med järnvägen. Denna utveckling ledde till ett plan för en samordnad centraleuropeisk utbyggnad av vattenvägar för större fartyg. Utöver den väst–östliga förbindelsen (Rhen / Mittellandkanal / Elbe), fanns även ett önskemål om en nord–sydlig rutt mellan (Main-Werra-kanal / Main / Main–Donau-kanalen / Donau). Den 6 november 1892 grundades en samordnande organisation i Nürnberg, med en bas av 29 städer, 13 handelskammare och andra ekonomiska samarbetspartners. Idag Deutscher Wasserstraßen- und Schiffahrtsverein Rhein-Main-Donau e. V. (DWSV). Syftet var att höja transportmöjligheterna längs vattenvägarna i Bayern och i synnerhet de större vattenvägarna som Rhen, Main och Donau och förbindelserna mellan dem. På 1890-talet riktade föreningen flera ansökningar till regeringen för Konungariket Bayern att utarbeta förslag till en ny Donau–Main-vattenväg, men dessa avslogs.
Föreningen skapade istället år 1899 ett eget förslag, som publicerades 1903.

"Denkschrift zu dem technischen Entwurf einer neuen Donau-Main-Wasserstraße von Kelheim nach Aschaffenburg"

Detta ambitiösa projekt omfatade inte bara en betydande expansion av Main för att kunna tillåta fraktfartyg på upp till 1000 ton, utan också modernisering av vattenvägen mellan Main och Donau för att medge fartyg upp till 600 ton. Den planerade Donau–Main-kanalen ansågs få den bästa sträckningen i sin södra ände om den gick via Kelheim–Neumarkt–Nürnberg, där den kunde dra fördel av att bredda den redan existerande Ludwigkanalen. Dessutom skulle en västlig dragning innebära en förkortning av en led Stepperg–Pappenheim–Roth–Nürnberg. Denna skulle ha lett till Treuchtlingen, längs den historiska Fossa Carolina. I norr föreslog föreningen också användning av Ludvigkanalen (Nürnberg–Fürth–Erlangen–Bamberg). Dessutom förelogs en genare väg till väst Fürth-Neustadt an der Aisch-Marktbreit. Projektet skulle då ha inneburit byggande av 19 slussar och krävt tre lyftverk.
År 1917 framlade ett regeringsutskott ett lagförslag för att säkra "utarbetandet av ett utkast för produktion av en större vattenväg mellan Aschaffenburg och Passau". Kanalerna fanns redan tillgängliga, eftersom Rhen kunde tillåta fraktfartyg på 1200 ton. Den 13 juni 1921 slöt Bayern och det tyska riket ett fördrag med föresatsen att "förverkliga planen för Main–Donau så snart som möjligt". Som verkställande organ grundades den 30 december 1921 Rhen–Main–Donau AG (RMD-AG), med huvudkontor i München. I planen för utbyggnaden av vattenvägen Rhen–Main–Donau till att klara större fraktfartyg ingick en utbyggnad av floden Main från Aschaffenburg till Bamberg och Donau från Ulm till den österrikiska gränsen och en kanal mellan dessa två floder. För en finansiering av detta erhöll RMD-AG koncession att bedriva vattenkraftverk på Main, Donau, Lech, Altmühl och Regnitz.

## Dimensioner
Ett vanligt förekommande tvärsnitt av kanalen är en trapetsform med en bottenbredd på 31 meter och en övre bredd med 55 meters vattenspegel. Den mittre sektionen har ett vattendjup på 4,25 meter, medan de yttre kanterna är 4,00 meter djupa. Kanalen har i allmänhet en lutningsgrad av 1:3 och en banvallslutning på 1:2. I några kanalavsnitt finns det en mer rektangulär profil, till exempel i Nürnberg, där bottenbredden är 41,5 meter och vattenspegeln 43,10 meter. Kanalbanken har här en lutning på 5:1 och djupet ligger mellan 4 och 4,25 meter. 
Europakanalen motsvarar vattenvägsklassen Vb. Maxlängden på pråmar ligger på 110 meter med en bredd på 11,40 meter och ett djupgående på 2,7 meter. Den största certifierade pråmtåget är en konvoj med 185 meters längd och 11,45 meter bred. Enskilda fartyg med en längd på upp till 135 meter och en maxbredd av 11,40 meter kan med särskilt tillstånd tillåtas på kanalen. Det totala höjdmåttet får dock inte överstiga 6 meter.

## Tekniska data
Höjdskillnaden från Main vid Bamberg till kanalens högsta del – 175 m – klaras med 11 slussar. Ytterligare tre slussar sänker sedan kanalen 51 meter ner till Altmühl-dalen vid Dietfurt. Floden Altmühl har dessutom kanaliserats med två slussar för att överbrygga återstående 17 m höjdskillnad fram till inflödet i Donau vid Kelheim.
Kanalen håller en bredd av 55 meter och ett djup av 4 meter.
Kanalen kan nyttjas av fritidsbåtar. En giltig ansvarsförsäkring och uppdragsmärke (förstagångsavgift på 18 Euro år 2005) behövs innan Main–Donau-kanalens slussar kan passeras. Fartbegränsningen är 11–15 km/h (6–8 knop).

## Slussar

Höjd- och längdprofil på kanalens sträckning

Höjdskillnaden mellan Main till kanalens högsta punkt, den så kallade norra sträckningen, är 175,1 meter, vilket klaras av elva slussar. Från den högsta punkten ned till Donau är höjdskillnaden 67,8 meter, vilket klaras av fem slussar. Donaus ligger alltså vid detta avsnitt 107,3 meter över Mains nivå. Totalt handlar det alltså om en höjdförflyttning på 242,9 meter, som med de 16 slussarna tillsammans flyttar kanaltrafiken över vattendelaren. 
De enskilda slussarnas lyfthöjder varierar från 5,29 till 24,67 meter, men de har alla en längd på 190 meter och en kammarbredd på 12 meter. 13 slussar är försedda med vattenbesparande magasin, som minskar vattenbehovet betydligt. De andra slussarna drivs med vatten från floderna Regnitz eller Altmühl. De tre slussarna med 24,67 meter i lyfthöjd (Schwanstetten, Eckersmühlen och Hilpoltstein) har de största lyfthöjderna som byggts i Tyskland.
För att inte dessa slussar skulle bli en flaskhals utvecklades ett system för fyllningen, så att den trots höjdförflyttningen på nästan 25 meter kunde ske på ungefär samma tid som de lägre slussarna i Main och Donau. Den anpassade gravitationsbaserade slussfyllningen förmår en höjdförflyttning på upp till 1,7 meter per minut, vilket är ungefär fem till sex gånger högre hastighet än flodens slussar.
Alla slussar fjärrstyrs från fyra centraler, Neuses, Kriegenbrunn, Hilpoltstein och Dietfurt den Altmühl). Centralerna är bemannade med tre skifttjänster över dygnet. För detta ändamål moderniserades slusstyrningen mellan 2001 och 2007, vilket innebar en ersättning av den tidigare relätekniken till ett PLC-baserat styrsystem. Kostnaden för detta var cirka 1,3 miljoner Euro per sluss.

### Lista över slussar på Europakanalen
| Namn                 | Klar | Kanalkilometer | Etapplängd (km) | m ö.h. (övre nivå) | Lyfthöjd (m) |
| -------------------- | ---- | -------------- | --------------- | ------------------ | ------------ |
| Bamberg-slussen      | 1966 | 7,42           | 5,87            | 241,80             | 10,94        |
| Strullendorf-slussen | 1966 | 13,29          | 12,60           | 249,21             | 7,41         |
| Forchheim-slussen    | 1964 | 25,89          | 6,97            | 254,50             | 5,29         |
| Hausen-slussen       | 1967 | 32,86          | 8,19            | 266,50             | 12,00        |
| Erlangen-slussen     | 1969 | 41,05          | 7,61            | 284,80             | 18,30        |
| Kriegenbrunn-slussen | 1970 | 48,66          | 20,43           | 303,10             | 18,30        |
| Nürnberg-slussen     | 1971 | 69,09          | 3,73            | 312,50             | 9,40         |
| Eibach-slussen       | 1978 | 72,82          | 11,50           | 331,99             | 19,49        |
| Leerstetten-slussen  | 1980 | 84,32          | 10,62           | 356,66             | 24,67        |
| Eckersmühlen-slussen | 1985 | 94,94          | 4,05            | 381,33             | 24,67        |
| Hilpoltstein-slussen | 1988 | 98,99          | 16,47           | 406,00             | 24,67        |
| Bachhausen-slussen   | 1990 | 115,46         | 16,47           | 406,00             | 17,00        |
| Berching-slussen     | 1991 | 122,51         | 7,05            | 389,00             | 17,00        |
| Dietfurt-slussen     | 1985 | 135,26         | 12,75           | 372,00             | 17,00        |
| Riedenburg-slussen   | 1982 | 150,83         | 15,57           | 355,00             | 8,40         |
| Kelheim-slussen      | 1981 | 166,06         | 15,23           | 346,60             | 8,40         |

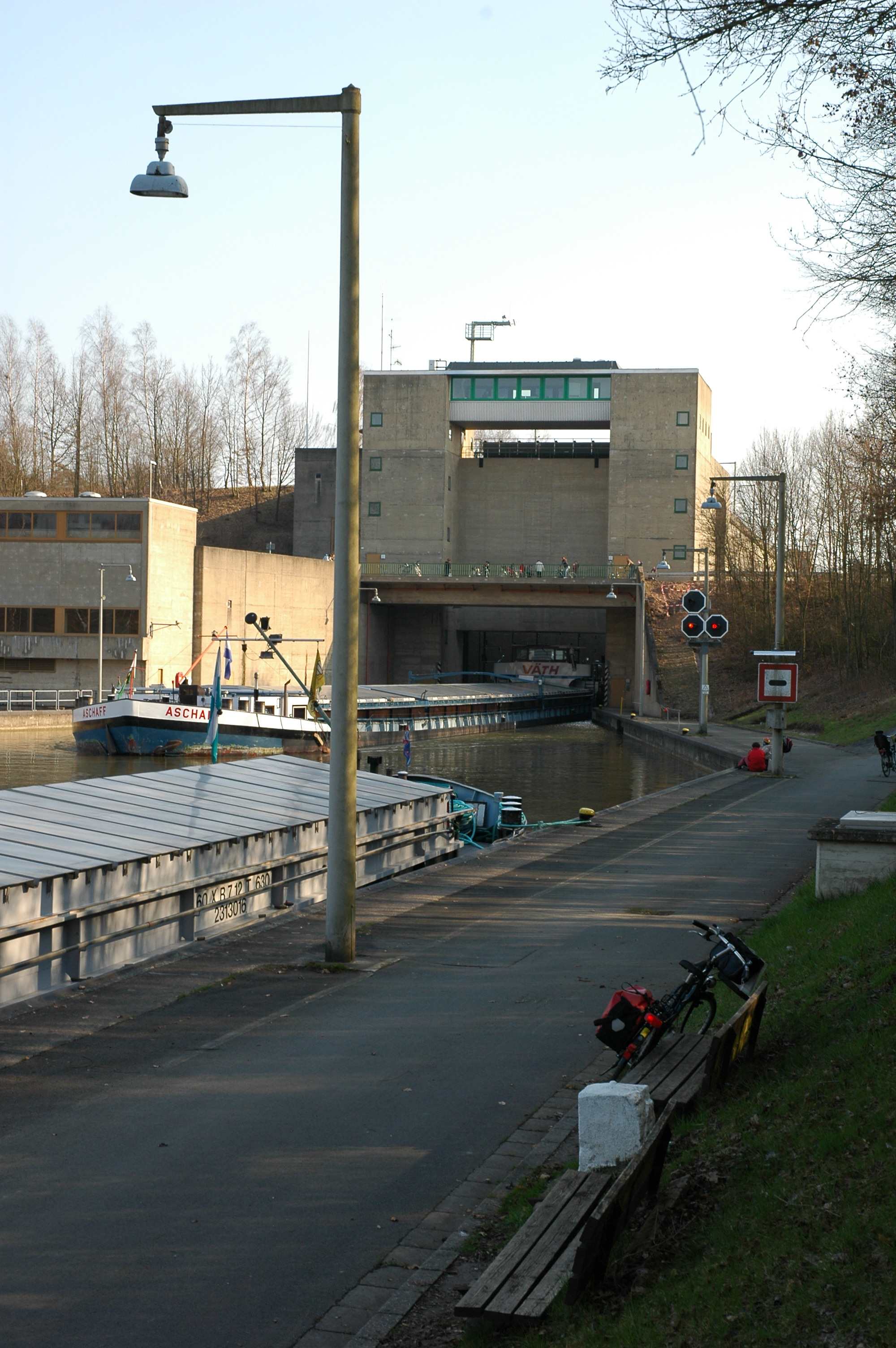
Kriegenbrunn-slussen, 2006
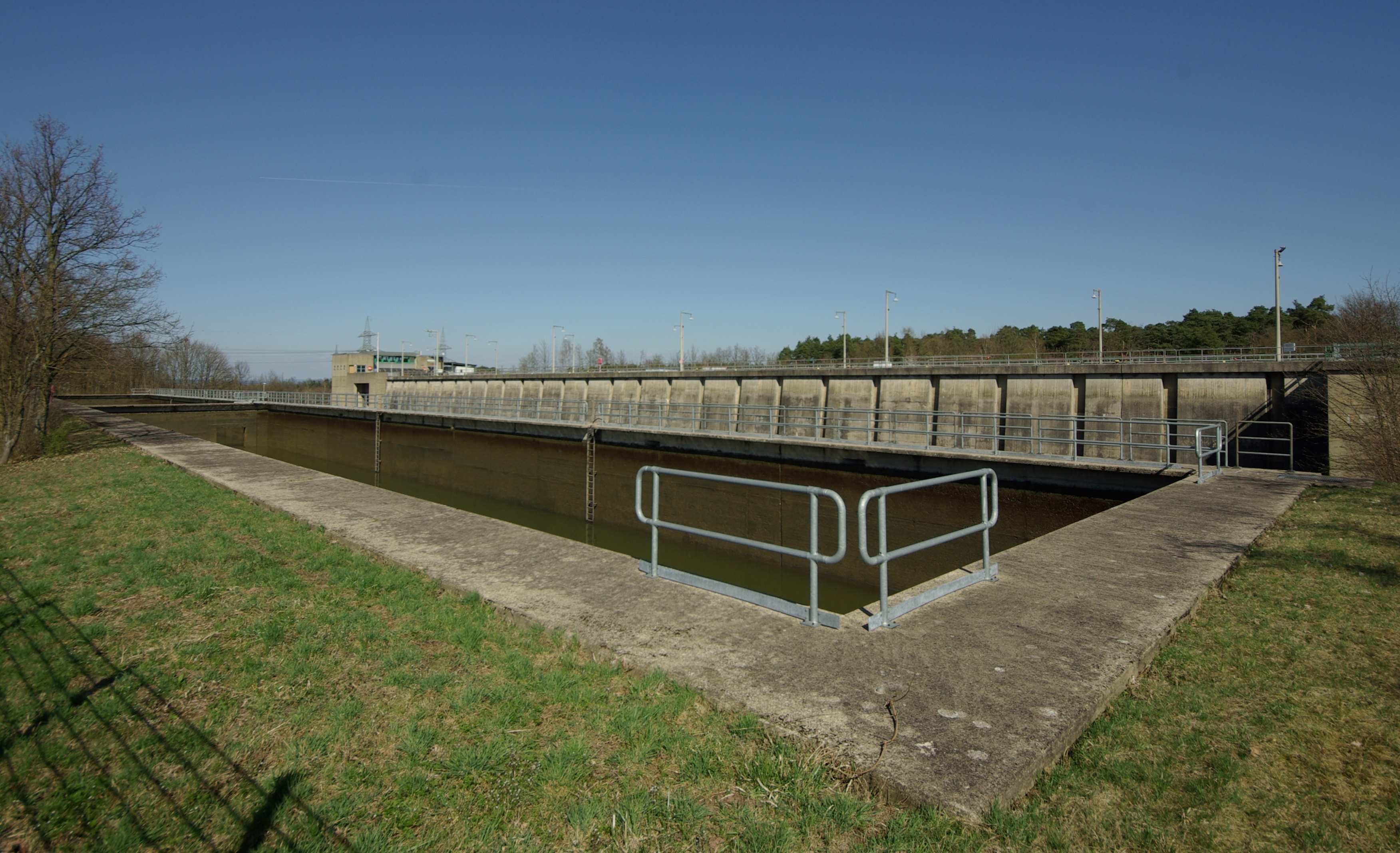
Kriegenbrunn-slussens vattenmagasin, 2011
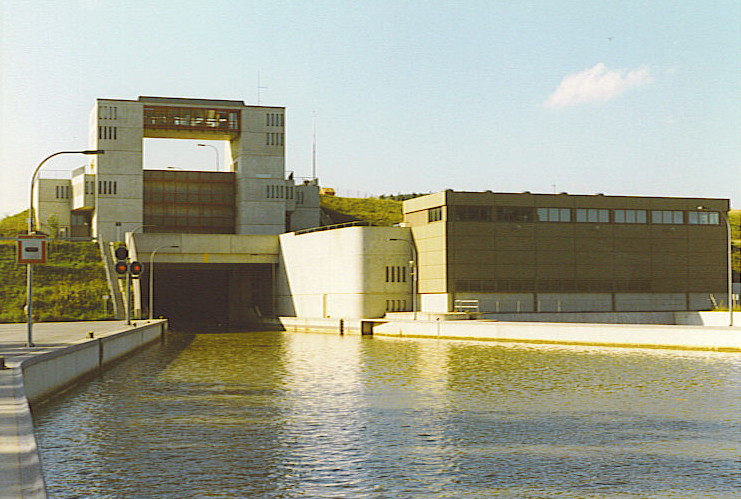
Bachhausen-slussen, 2005
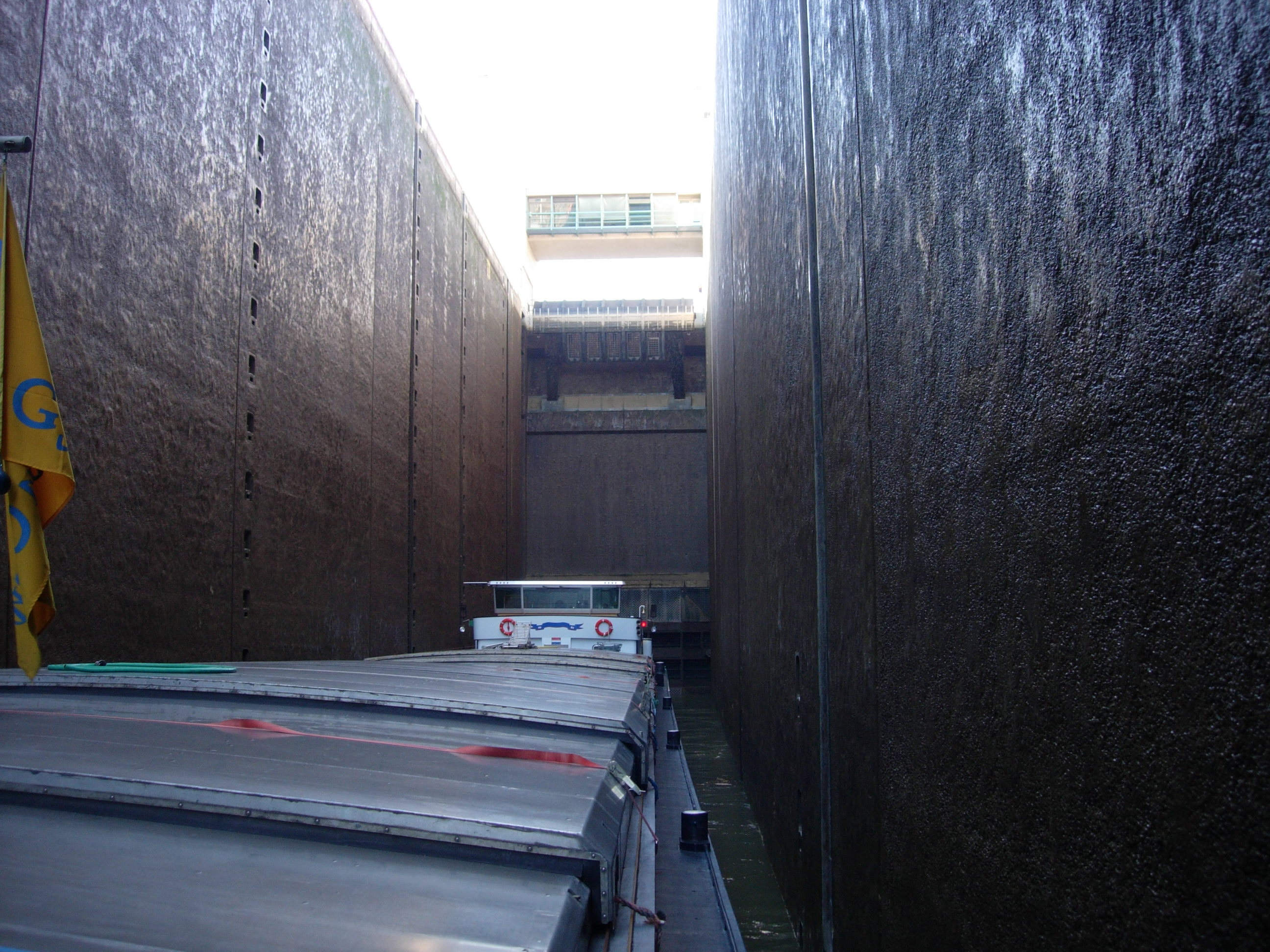
Leerstetten-slussen

## Broar

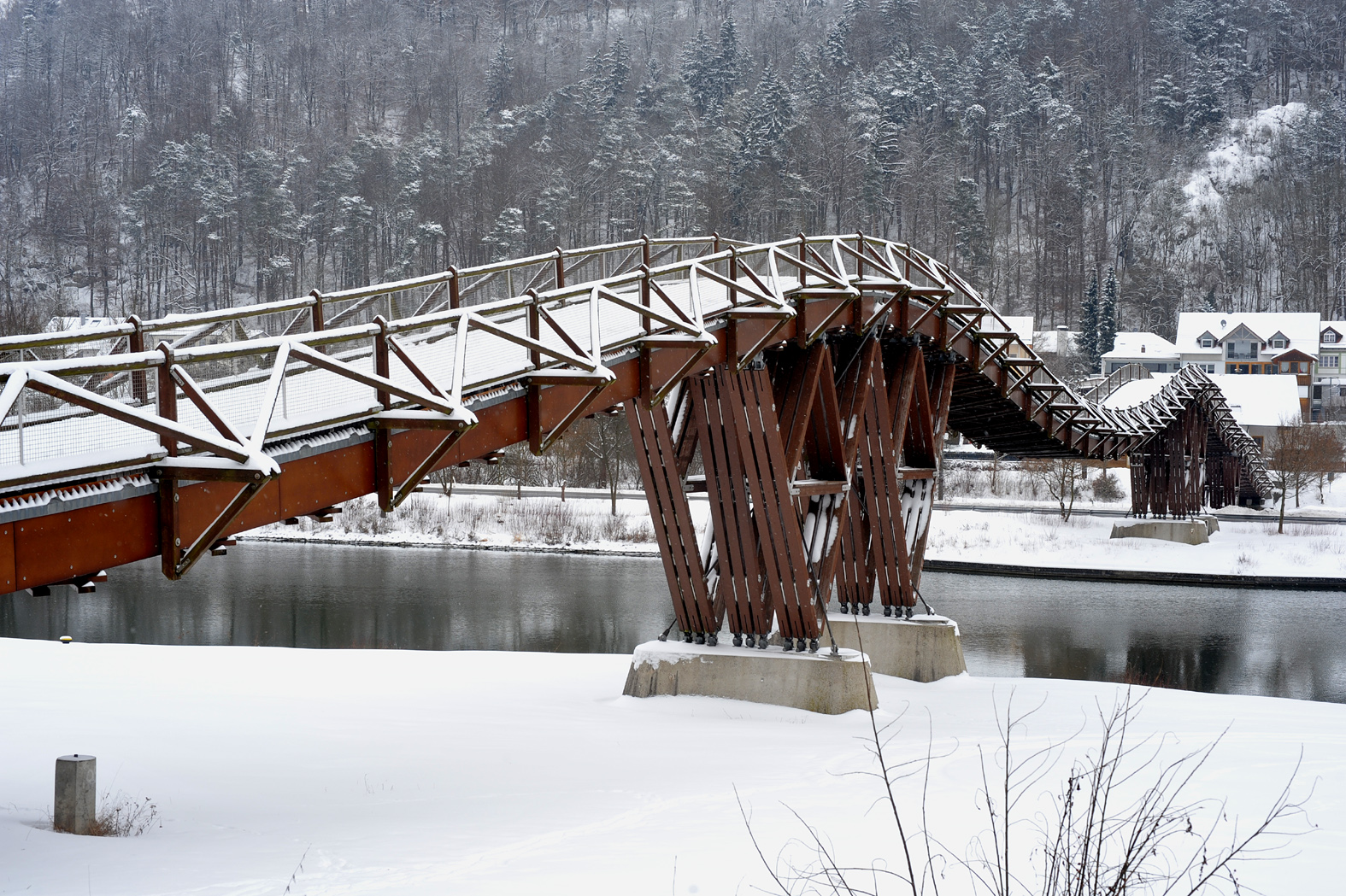
Träbron vid Essing

Main-Donau-kanalen korsas av 115 broar som spänner över vattenvägen utan pyloner i vattnet. Lägsta segelfria höjd är sex meter ovanför vattenytan. Bland annat korsar motorvägarna 3, 6, 9 och riksvägarna 2, 8, 14, 22, 299 och 470 Europakanalen. Järnvägsbroar över kanalen är stambanorna Nürnberg-Würzburg, Fürth (Bayern) Cadolzburg, Nürnberg-Crailsheim, Nürnberg, Augsburg och snabbtågslinjen Nürnberg–Ingolstadt–München. Några nedlagda stickspår korsar också kanalen vid Strullendorf-fältet, Forchheim och Erlangen–Bruck–Höchstadt–Herzogenaurach.
Broarnas arkitektur sträcker sig från enkla utilitaristiska byggnader från 1960 och 1970 till exempel på modern arkitektur. Noterbara broar över Europakanalen är (från norr till söder):
- Luitpold-bron i Bamberg, som öppnades 2006, med en längd på 80 meter.
- Henrichbron i Bamberg byggdes 1974 och har renoverats senare. På denna 270 meter långa stålkonstruktion, korsar riksvägen B 22 kanalen och den östra Regnitzarmen.
- 2002 byggdes en snedkabelbro på 117,5 meter i Forchheim, som fungerar som en gång- och cykelbro.
- I mars 2009 påbörjades arbetet med den sexfiliga expansionen av A 6, vilket krävde en ny brodel på 85 meter över kanalen.
- Den 141 meter långa Main–Donau-kanalbron för snabbtågslinjen Nürnberg–Ingolstadt–München.
- Biberbach-bron (vid Beilngries), är en bro byggd i en stålkonstruktion med en längd av 247 meter.
- Bron vid Griesstetten vid Altmühl, i spännarmerad betong, med en längd på 124 m.
- Den 220 meter långa snedkabelbron Meihern-Deising vid Riedenburg byggdes 1988.
- Några kilometer därifrån finns hängbron Untereggersberg, som invigdes 1988.
- Träbron vid Essing byggdes 1986 vid samma avsnitt och är en gång- och cykelbro. Den 189,91 meter långa bron var fram till 2006 den längsta träbron i Europa.

Dessutom korsas kanalen av några gator och floder och det finns fem akvedukter i betong. Vid floddalarna vid Rednitz, Schwarzach och Zenn fanns det på 1970-talet akvedukter i stål, med en längd upp till 219 meter (Kanalbrücke Rednitztal). Några mindre åar som Aurach och flera bäckar är avledda under kanalbädden.

## Vattenföring
För att förse slussarna i kanalen en tillräcklig tillgång på vatten, konstruerades ett komplicerat reglersystem som vid lågt flöde från Main och Regnitz, tar vatten från Donau och Altmühl. Vid slussarna mellan Kelheim och Bachhausen finns fem pumpstationer, vardera med en kapacitet på upp till 35 kubikmeter vatten per sekund att fylla anslutna slussar med. Dessa pumpanläggningar förses med totalt två miljoner m³ och kan utökas med en lagringskapacitet vid toppavsnittet med 1,75 miljoner kubikmeter användbart processvatten. Denna öppna vattenreservoar byggdes mellan 1994 och 1996, för att kunna fyllas vid ekonomiskt gynnsamma tidpunkter, som på nätter och helger.
Från Regnitz och Main kan som mest 21 kubikmeter vatten per sekund pumpas genom den norra sträckningen till magasinet i Rothsee. Detta vatten strömmar genom ett vattenkraftverk på 3 MW vid Hilpoltstein-slussen. Innan Eckersmühlen-slussen överförs eventuellt överskottsvatten till anslutningen till Rothsee. Från denna damm kan vid behov upp till 15 kubikmeter vatten per sekund avledas till Rednitz bifloder Roth och Schwarzach. Vid låg- och medelvattenföring på mellan 1,0 m / s och 5,0 m / s används vattnet, med en fallhöjd på 14,4 meter, till att driva en vattenturbin på 750 kW , medan 9,0 m³ / s kan gå förbi kraftverket. Från 1994 till 2008 överfördes i genomsnitt 97 miljoner kubikmeter meter vatten till Rothsee, vilket tillsammans med ett mindre naturligt flöde på cirka 10 miljoner kubikmeter från bifloden Roth blev 106 miljoner kubikmeter processvatten per år. Den genomsnittliga årliga elproduktionen från vattenkraftverket är 2.700.000 kWh, som täcker en ansenlig del av pumparnas strömbehov.
Staden Ornbau leder också bort överflödigt vatten från floden Altmühl, vilket transporteras genom en fem kilometer lång ledning till Altmühlsee. Därifrån rinner vattnet genom den 8,7 km långa Altmühl till lilla Brombachsee, i omedelbar anslutning till stora Brombachsee. Vid otillräcklig vattenföring från Regnitz levereras vatten från Brombachsee till de nedre delarna av Brombach. Om Rezat eller Rednitz har överskottsvatten rinner detta till Regnitz och Main. På detta sätt kunde under åren 1999 till 2008, årligen 30 500 tusen kubikmeter i genomsnitt överföras från Brombachsee till Main. På längre sikt väntas den genomsnittliga årliga avstämning av systemet hamna på 150 miljoner kubikmeter vatten, fem sjättedelar av dessa till Europakanalen.

## Ekologisk påverkan

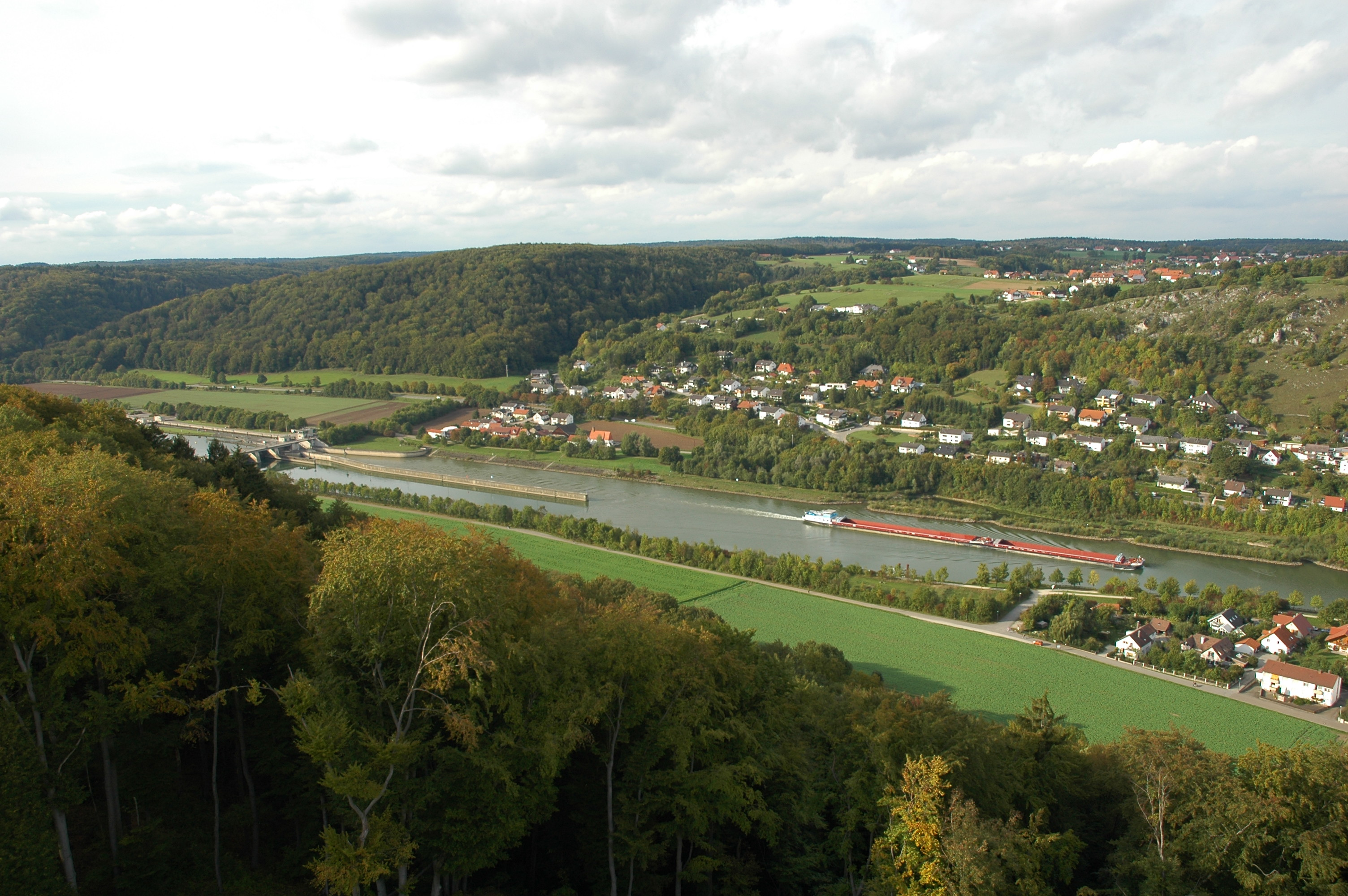
Vy över Kelheim-slussen, 2006

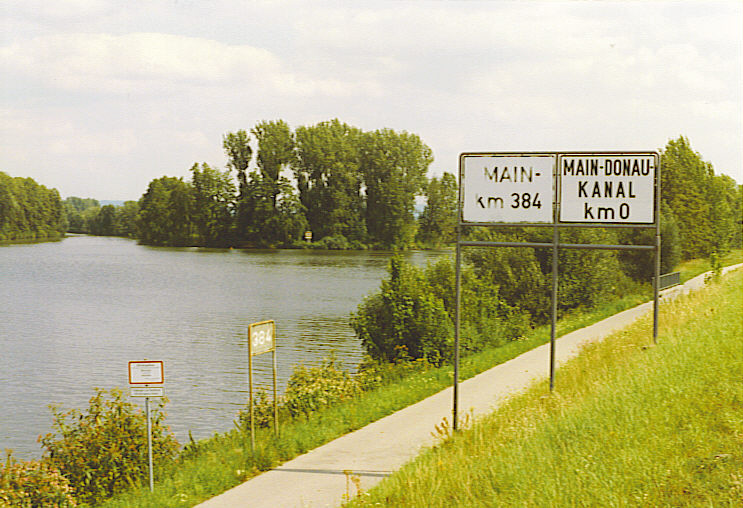
Main-Donau-Kanalens norra ände vid Bamberg, 2005

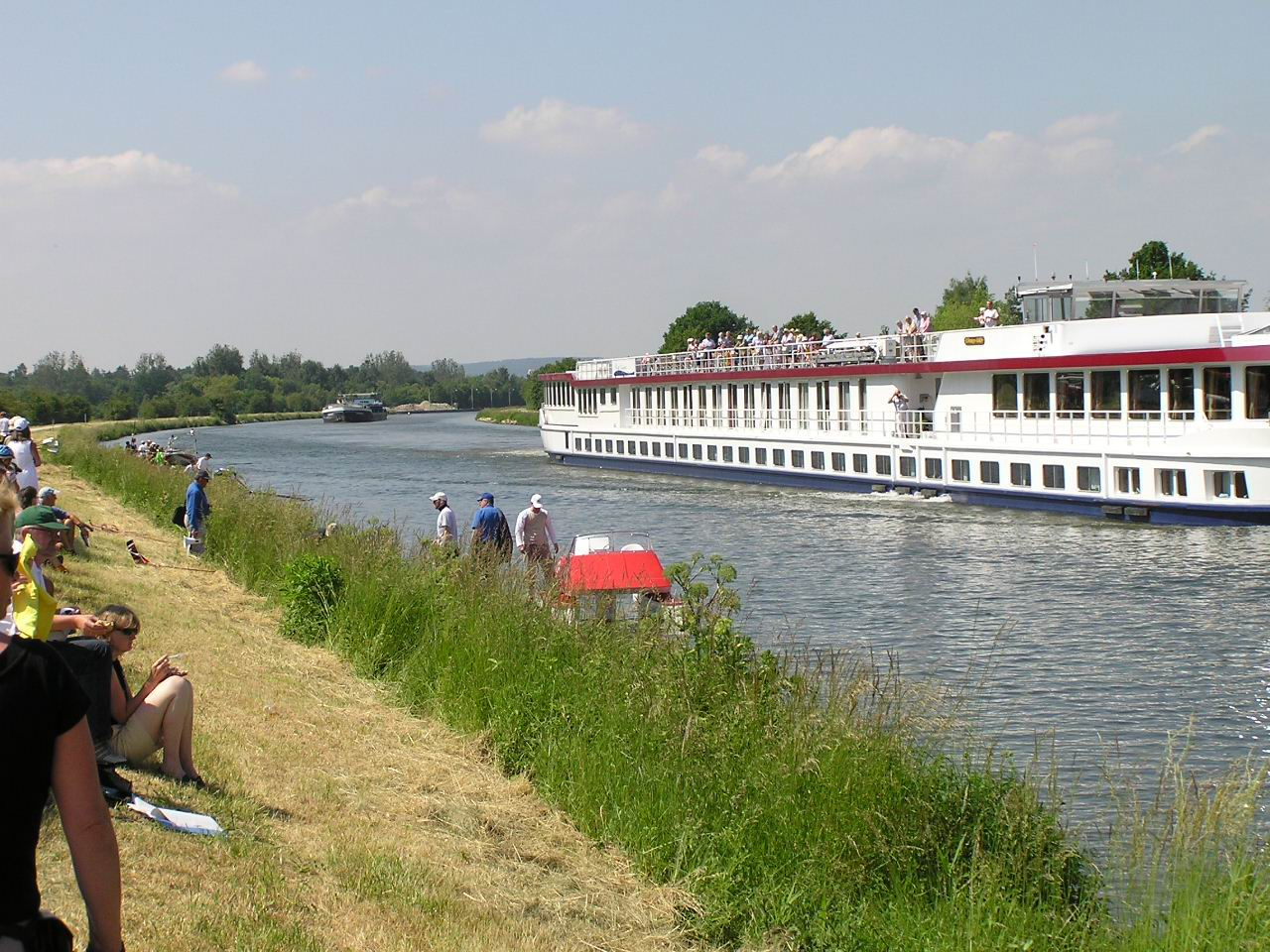
Passagerarbåt vid Bamberg, 2006

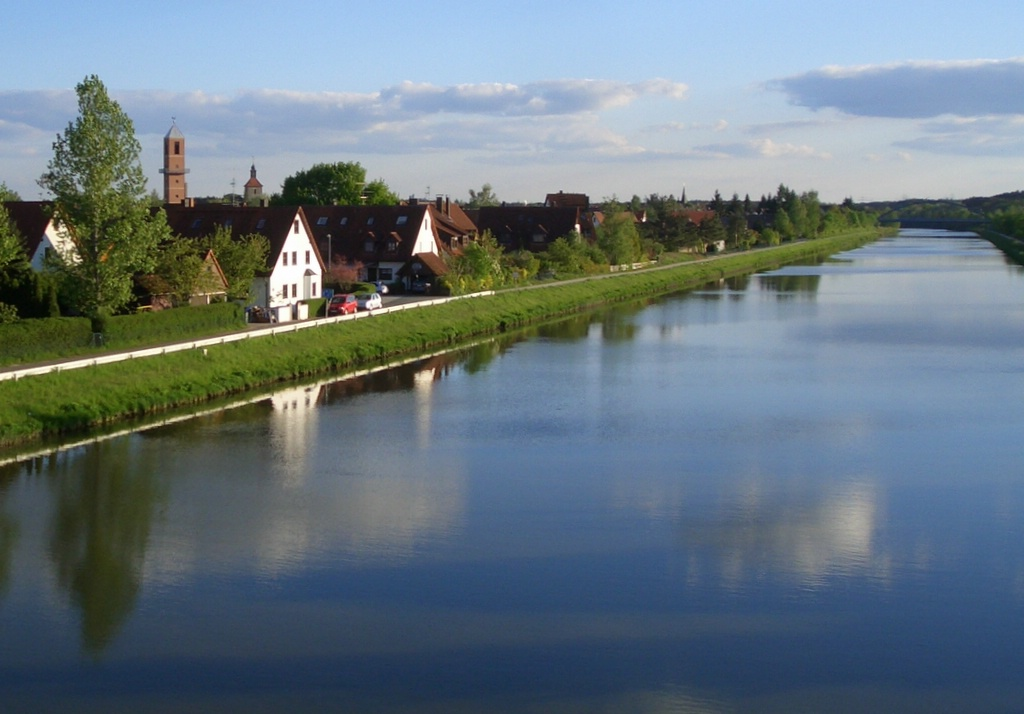
Main-Donau-Kanalen vid Möhrendorf, 2005

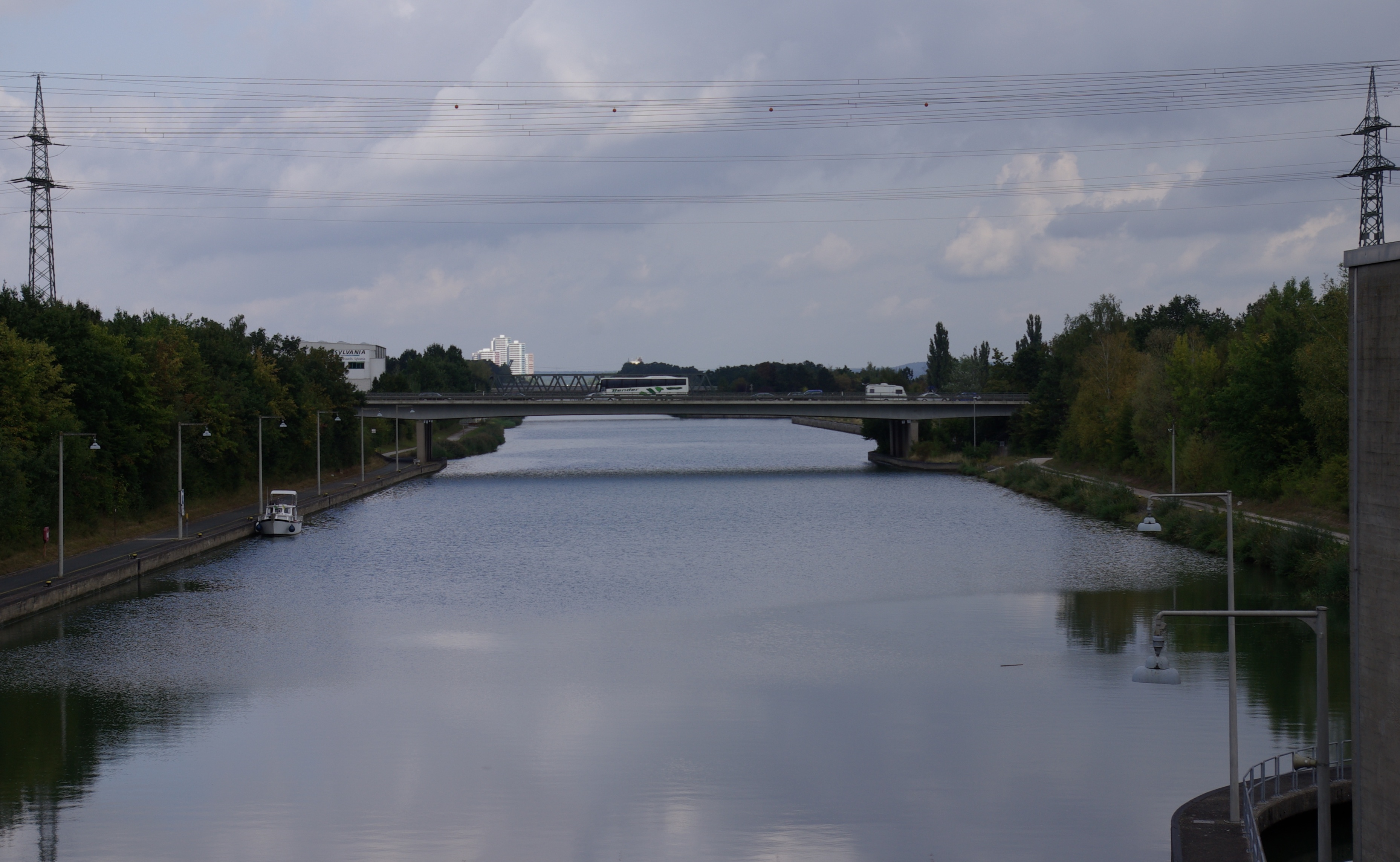
Bro för A 3, vid Kriegenbrunn-slussen vid Erlangen, 2009

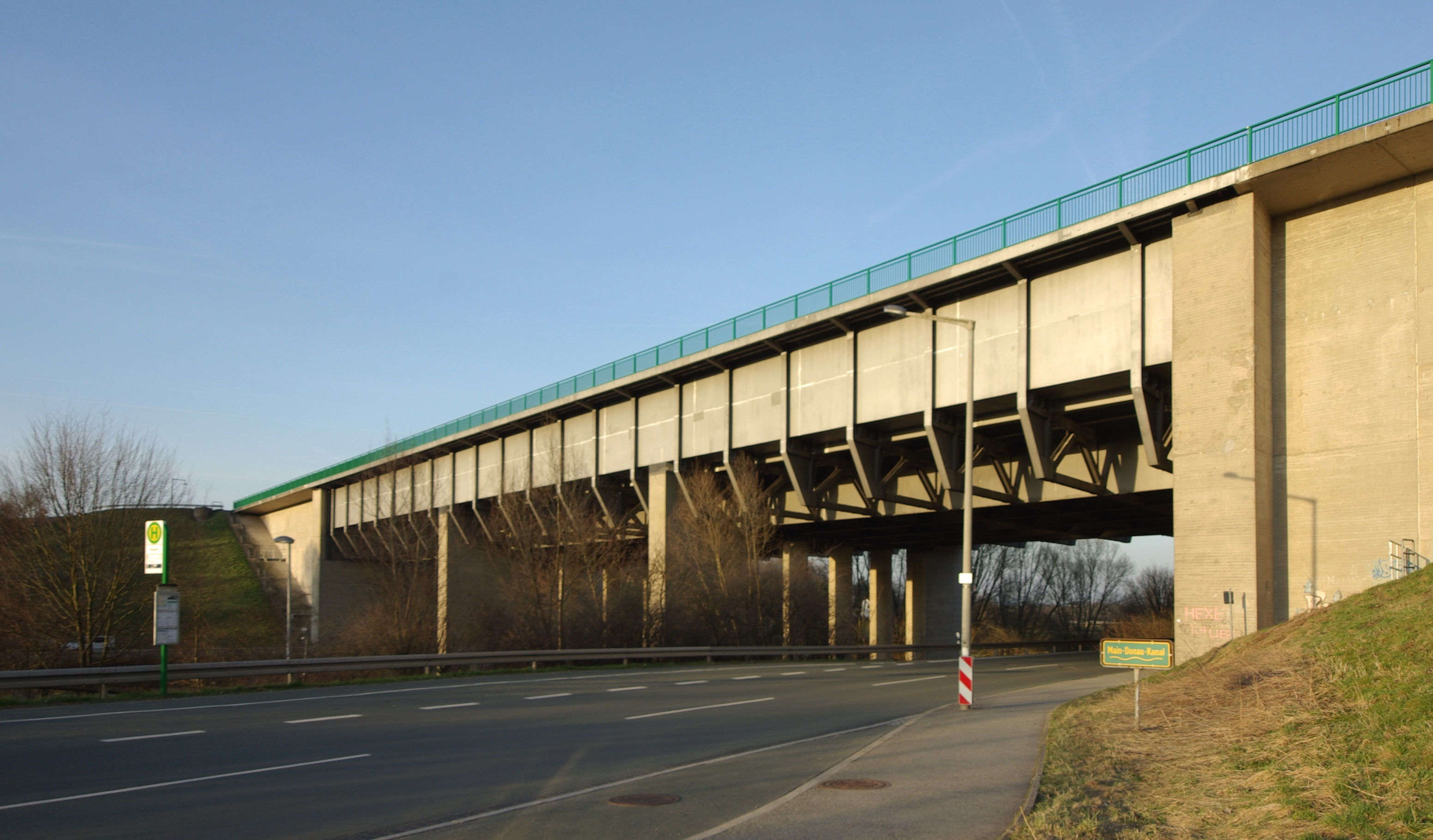
Akvedukt vid Fürth, 2011

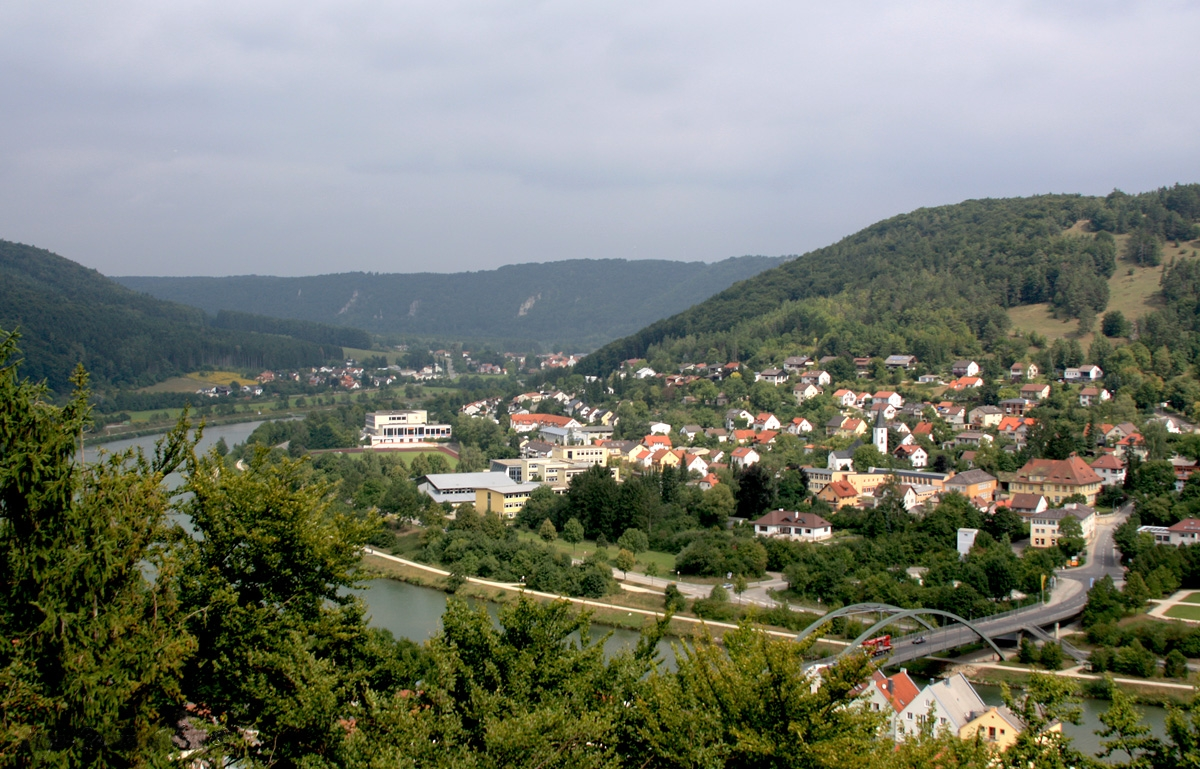
Vy vid Riedenburg, 2008

Byggandet av kanaler innebär ekologiska faror. Main-Donau-kanalen gör det möjligt för djur att spridas från västra till östra Europa eller i motsatt riktning. Dessa så kallade invasiva arter, orsakar ofta problem i ekosystemet i nya miljöer, där de konkurrerar med redan etablerade arter eller till exempel med en frånvaro av rovdjur. Det finns dock också en möjlighet att de nya arterna kommer att passa in i det befintliga ekosystemet och att införandet istället leder till en anrikning av djurlivet.
Vid bygget av Europakanalen anslogs nästan 460 miljoner euro till naturändamål. I motsats till den norra sträckningen, som fortfarande till stor del realiseras i avsnittet, byggdes den södra sträckningen linjen utmed stranden och grunda vattenzoner. Hubert Weiger från naturskyddsföreningen Bund Naturschutz in Bayern deltog i öppnandet av kanalen 1992, genom att "lägga blommor på kistan för den döda naturen." Föreningen fastslog att kanalen efter tio år hade förstört 600 hektar våtmarker, vilket hade lett till en kraftig minskning av artrikedom av fisk, fåglar, groddjur och växter. Sällsynta djur som den gulbukiga klockgrodan och vattennäbbmusen är nästan utrotade i området. En övergripande ekologisk analys efter kanalbygget har ännu inte skett.
För att upprätthålla segelbara nivåer för vattenvägarna i dalområdena vid Main och Rednitz, måste vatten avledas via Altmühlkanalen från övre Altmühl till Brombachsee-reservoaren, mellan Donau och Rhens avrinningsområde i det europeiska vattendelarsystemet. 
Kanaltrafiken kan dock årligen klara en lastmängd som motsvarar cirka 250 000 lastbilar, alternativt 3 000 godståg på järnvägsnätet. 

### Djur som kommit till västeuropa
Djurarter som har nått Västeuropa från Donau via Europakanalen är ån så länge omkring 20 arter av ryggradslösa djur och ett antal olika fiskar som har spritts från Donau till Main och vidare till Rhen och Bodensjön. Följande lista visar några exempel: 
- Fiskar
  - Pseudorasbora parva
  - Vimba vimba
  - Abramis sapa
  - Proterorhinus semilunaris
  - Aspius aspius
- Märlkräftor
  - Dikerogammarus villosus
  - Corophium curvispinum

### Djur som kommit till östeuropa
Exempel på djur som har nått Östeuropa via Europakanalen är den asiatiska musslan Corbicula fluminea och sötvattensräkan Atyaephyra desmaresti. I november 2002 upptäcktes den kinesiska ullhandskrabban Eriocheir sinensis i den österrikiska delen av Donau för första gången. Denna krabba har redan orsakat stora problem, särskilt i Nederländerna och USA.

## Städer och orter vid kanalen
Från norr till söder: 
- Landkreis Bamberg
  - Bischberg

- Bamberg

- Landkreis Bamberg
  - Strullendorf, Pettstadt, Hirschaid, Altendorf

- Landkreis Forchheim
  - Hallerndorf, Eggolsheim, Forchheim, Hausen,

- Landkreis Erlangen-Höchstadt
  - Baiersdorf, Möhrendorf

- Erlangen

- Fürth

- Landkreis Fürth
  - Zirndorf

- Nürnberg

- Landkreis Roth
  - Wendelstein

- Schwabach

- Landkreis Roth
  - Rednitzhembach, Schwanstetten, Roth, Hilpoltstein

- Landkreis Neumarkt in der Oberpfalz
  - Freystadt, Mühlhausen, Berching

- Landkreis Eichstätt
  - Beilngries

- Landkreis Neumarkt in der Oberpfalz
  - Dietfurt an der Altmühl

- Landkreis Kelheim
  - Riedenburg, Essing, Kelheim